# Subsecretari de stat în Guvernul Gheorghe Tătărăscu (1)
În Guvernul Gheorghe Tătărăscu (1) au fost incluși și subsecretari de stat, provenind de la diverse partide.

## Subsecretari de stat
- Subsecretar de stat la Președinția Consiliului de Miniștri

Alexandru Mavrodi (5 ianuarie - 1 octombrie 1934)
- Subsecretar de stat la Președinția Consiliului de Miniștri

Nicolae Budurescu (5 ianuarie - 1 octombrie 1934)
- Subsecretar de stat la Ministerul de Interne

Victor Iamandi (5 ianuarie - 9 iunie 1934)
- Subsecretar de stat la Ministerul de Interne

Dimitrie Iuca (5 ianuarie - 1 octombrie 1934)
- Subsecretar de stat la Ministerul de Externe

Savel Rădulescu (5 ianuarie - 1 octombrie 1934)
- Subsecretar de stat al Aerului din Ministerul Apărării Naționale

Radu Irimescu (5 ianuarie - 1 octombrie 1934)
- Subsecretar de stat la Ministerul de Finanțe

Mitiță Constantinescu (5 ianuarie - 9 iunie 1934)
- Subsecretar de stat la Ministerul Industriei și Comerțului

George Assan (5 ianuarie - 9 iunie 1934)
- Subsecretar de stat la Ministerul Agriculturii și Domeniilor

Ion Manolescu-Strunga (5 ianuarie - 1 octombrie 1934)
- Subsecretar de stat la Ministerul Agriculturii și Domeniilor

Mihail Negură (5 ianuarie - 1 octombrie 1934)
- Subsecretar de stat la Ministerul Instrucțiunii Publice, Cultelor și Artelor

Alexandru Popescu-Necșești (5 ianuarie - 9 iunie 1934)
- Subsecretar de stat la Ministerul Muncii, Sănătății și Ocrotirii Sociale

Nicolae Maxim (5 ianuarie - 9 iunie 1934)

## Sursa
- Stelian Neagoe - "Istoria guvernelor României de la începuturi - 1859 până în zilele noastre - 1995" (Ed. Machiavelli, București, 1995)